# Station Bolbec-Nointot
Station Bolbec-Nointot is een spoorwegstation in de Franse gemeente Bolbec.